# Liss, Hampshire
Liss är en ort och civil parish i East Hampshire, Hampshire, England. Liss har en järnvägsstation (Liss railway station) som ligger längs Porthmouth-linjen. På orten finns en långlöpningsklubb (Liss Runners), en fotbollsklubb (Liss Athletic), en cricketklubb, en tennisklubb (The Newman Collard) och en golfklubb (Petersfield Golf Club). Orten hade 6 051 invånare (2001).